# Кінкейд (Іллінойс)
Кінкейд (англ. Kincaid) — селище (англ. village) в США, в окрузі Крістіан штату Іллінойс. Населення — 1349 осіб (2020).

## Географія
Кінкейд розташований за координатами 39°35′13″ пн. ш. 89°25′0″ зх. д. / 39.58694° пн. ш. 89.41667° зх. д. (39.586831, -89.416538).  За даними Бюро перепису населення США в 2010 році селище мало площу 2,12 км², уся площа — суходіл.

## Демографія
Згідно з переписом 2010 року, у селищі мешкало 1505 осіб у 636 домогосподарствах у складі 412 родин. Густота населення становила 710 осіб/км².  Було 747 помешкань (352/км²).
Расовий склад населення:
| - 97,1 % — білих - 0,8 % — чорних або афроамериканців - 0,4 % — азіатів - 0,1 % — корінних американців |

До двох чи більше рас належало 1,5 %. Частка іспаномовних становила 0,7 % від усіх жителів.
За віковим діапазоном населення розподілялося таким чином: 24,0 % — особи молодші 18 років, 59,4 % — особи у віці 18—64 років, 16,6 % — особи у віці 65 років та старші. Медіана віку мешканця становила 39,8 року. На 100 осіб жіночої статі у селищі припадало 97,2 чоловіків;  на 100 жінок у віці від 18 років та старших — 98,6 чоловіків також старших 18 років.
Середній дохід на одне домашнє господарство  становив 49 112 долари США (медіана — 37 316), а середній дохід на одну сім'ю — 54 920 доларів (медіана — 46 417). Медіана доходів становила 41 563 долари для чоловіків та 25 781 долар для жінок. За межею бідності перебувало 21,2 % осіб, у тому числі 35,7 % дітей у віці до 18 років та 7,2 % осіб у віці 65 років та старших.
Цивільне працевлаштоване населення становило 692 особи. Основні галузі зайнятості: освіта, охорона здоров'я та соціальна допомога — 26,3 %, мистецтво, розваги та відпочинок — 11,6 %, науковці, спеціалісти, менеджери — 9,2 %, будівництво — 9,1 %.